# 미아리 텍사스

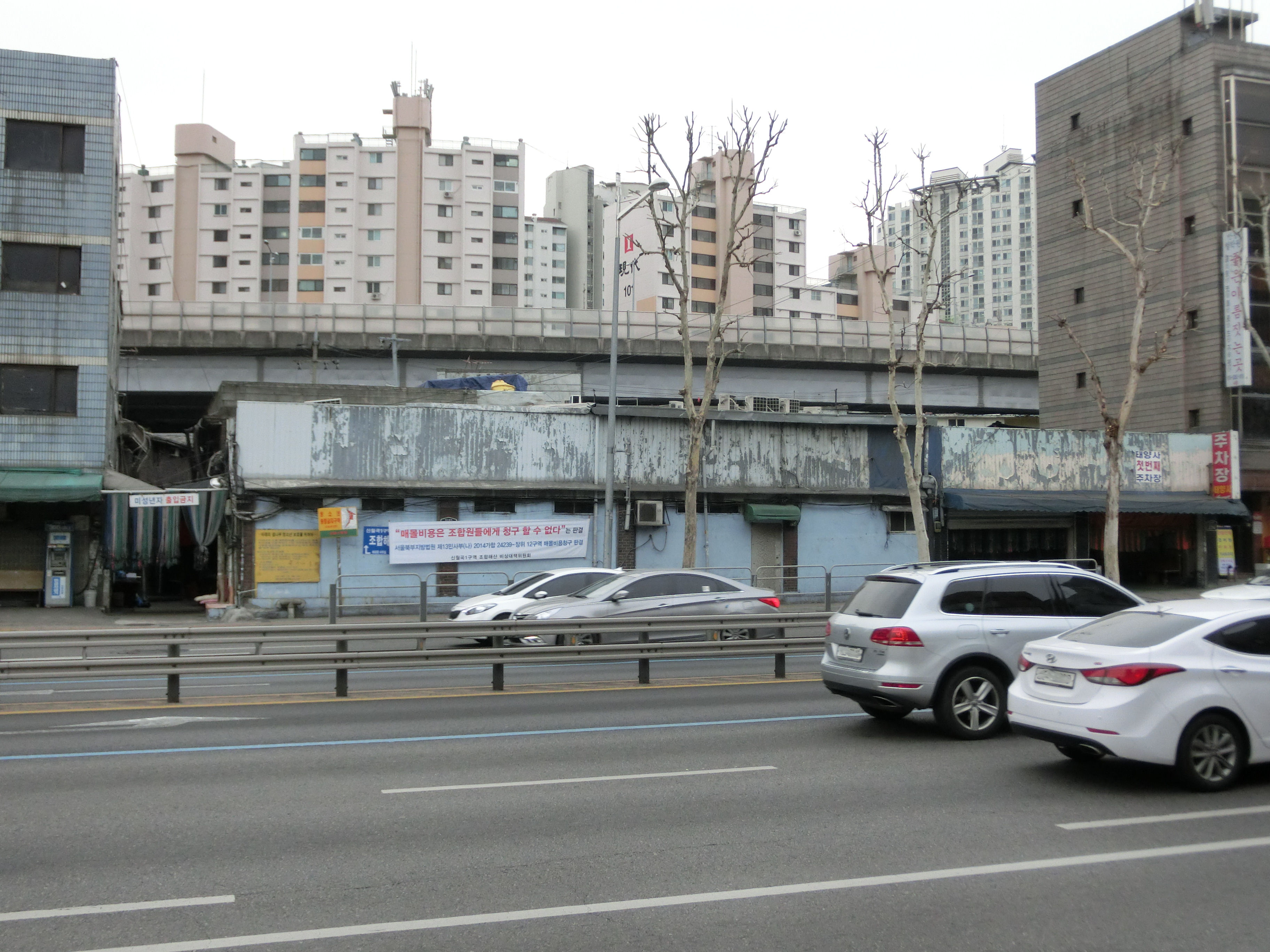
미아리 텍사스

미아리 텍사스는 서울특별시 성북구 하월곡동 88번지 일대의 성매매 밀집지역을 이르는 속칭이다. 1960년대 말 당시 서울의 대표적 집창촌이던 양동과 종로3가(속칭 종삼)지역 집창촌의 폐쇄로 성판매 여성들이 하월곡동 정릉천변으로 유입되면서 형성되었다. 1980년대 한국의 경제호황과 통행금지 해제조치로 불법 성구매 남성들의 접근이 활발해져 청량리 588, 천호동 텍사스와 함께 서울의 3대 사창가로 떠오르며 성업하였다. 2004년 9월 23일 성매매 특별법이 발효된 이후 정부의 집중 단속으로 인해 이 지역의 성매매 영업은 상당히 쇠퇴되었다. 2003년 11월 18일 서울시에 의해 균형발전촉진지구로 지정되어 현재의 성매매지구가 철거되고 대신 2010년까지 판매, 업무, 문화시설, 주상복합건물 등이 들어섰다.

## 명칭의 유래

### 텍사스
텍사스라는 명칭의 확실한 유래는 전해지지 않는다. 다만 《유곽의 역사》라는 책에 따르면 1층에서는 술을 마시고 2층에서는 성매매가 이루어지는 18세기 미국 서부영화 속에서 묘사된 술집에서 착안하여 하월곡동이나 천호동 업주들이 기존의 사창가와 자신들을 구분짓기 위해 스스로를 텍사스로 부르기 시작한데에서 연유되었다고 한다. 미아리 텍사스촌이라고 하기도 한다.

### 미아리
이 지역은 행정구역 상 성북구 하월곡동에 위치하고 있으나 '미아'라는 이름 때문에 '미아동'(서울시 강북구 소재)과 자주 혼동을 일으킨다. 미아동은 미아리텍사스와는 최소 2km의 거리차이가 있기 때문에 직접적인 관련이 전혀 없다. 또한 이 지역 인근에 위치한 '미아리고개'의 지명에서도 '미아리'라는 이름이 동일하게 발견된다. 이것으로 보아 초창기 업주들이 호객에 용이하도록 사람들에게 잘 알려진 지명을 차용한 것으로 추정된다.
현재의 행정구역이 아닌, 1975년 이전 해당 지역이 법정동으로써 미아동이었기 때문이다. (대통령령 제7816호)

## 환경
길음뉴타운과 월곡뉴타운 사이에 위치한 큰 사다리꼴 모양의 이 지역에는 복잡한 골목들을 따라 주로 3층 내외의 건물들이 빽빽이 늘어서 있다. 진입로는 종암사거리 쪽의 입구를 포함한 십여 군데가 넘는 작은 진입로가 있지만 모두 차양으로 가리워져 있는 관계로 쉽게 눈에 띄지는 않는다. 주변 지역의 개발 상황과는 대조적으로 이 동네에는 노후되었거나 불량한 건축물들이 밀집되어 있으며 소방로가 전무하여 화재에 취약하고 근처의 내부순환고가로 인해 일조량이 부족하여 건습에 문제가 있는 등 전체적으로 열악한 실정이다.

## 접근
지하철 4호선 길음역 10번출구

## 사건과 사고
- 하월곡동 화재참사 - 2005년 3월 27일 성매매 영업장에서 발생한 화재사건으로 부녀자 4명이 사망하였다. 1명은 부상을 입어 중태였으나 이 후 회복하였다. 사망자들은 화재 당시 밖에서만 열 수 있는 자물쇠로 잠긴 베이어합판 방에서 감금당하고 있는 상태여서 도망할 수 없었다. 이들은 화재 발생을 확인하자 곧 경찰에 신고를 했으나 경찰이 이를 2차례 묵살한 사실과 부상자의 신원이 3급 정신지체 장애인으로 밝혀져 논란이 일었다. 이 사고로 해당 업주인 50대의 고모씨에게 징역 2년형 및 10억의 손해배상이 선고되었다. 그러나 국가와 지자체에 대한 유족의 손해배상 청구는 기각하였다.

- 서울시 강북구 주민자치연합은 미아리텍사스와의 지명 혼동으로 인한 미아동의 이미지 실추에 항의하고 주민서명운동을 벌였다. 강북구는 2008년 6월 행정구 통폐합을 추진하면서 미아3동을 제외한 1-9동의 이름을 개명하였다.

## 재개발
- 2002년 10월 20일 - 윤락가 3곳에 대한 정비 선언(서울시 간부회의, 이명박 당시 서울특별시장)
- 2003년 11월 18일 - 균형발전촉진지구로 지정
- 2006년 3월 9일 - 도시주거환경정비 기본계획 발표
- 2007년 5월 30일 - 월곡2도시환경정비구역지정(총 면적 17,686m², 제11차 도시건축공동위원회 심의)
- 2008년 9월 10일 - 신월곡 제1도시 환경정비계획안 발표(제26차 도시건축공동위원회 심의)

## 기타
- 이 지역은 24시간 청소년통행금지구역으로 지정되어 있다.
- 대한민국에서 성매매는 불법이자 범죄로 간주되어 성구매자나 알선자는 성매매알선등행위의처벌에관한법률에 따라 처벌된다.